# Fuego amigo durante la guerra Israel-Gaza (2023-)
Durante la guerra de Gaza, hubo numerosos casos de fuego amigo. La gran mayoría de las víctimas del conflicto fueron asesinadas por el bando contrario, pero según el ejército israelí, a fecha de mayo de 2024, 49 de los 278 soldados israelíes muertos durante la guerra habían sucumbido por fuego amigo o incidentes similares.

## Contexto
Los casos de fuego amigo no son ajenos al conflicto palestino-israelí. Por ejemplo, un suboficial israelí fue asesinado a tiros por tropas israelíes en el verano de 2023 durante una incursión en la ciudad palestina de Yenín. Otros dos soldados israelíes murieron en enero de 2022 en el valle del Jordán en otro incidente calificado de fuego amigo.
Cuando Hamás llevó a cabo la operación Inundación de Al-Aqsa el 7 de octubre de 2023, Israel movilizó a unos 360.000 reservistas para su ejército que se sumarían a los aproximadamente 169.500 militares en servicio activo. En enero de 2024, unos 295.000 reservistas se habían presentado para el servicio, muchos de ellos mal entrenados debido a la premura con la que fueron enviados al frente.

## 7 de octubre:  la Directiva Aníbal
El 5 de diciembre de 2023, los rehenes israelíes liberados por Hamás durante la primera tregua se reunieron con el gabinete de guerra israelí y se quejaron de que, durante el 7 de octubre, fueron atacados deliberadamente por helicópteros israelíes cuando los dirigían hacia Gaza y fueron bombardeados incesantemente por la aviación israelí cuando ya estaban allí. El Canal 12 israelí informó el 16 de diciembre que el ejército israelí había disparado contra un tractor que transportaba rehenes a Gaza. El 18 de diciembre, el ejército israelí admitió que «hubo bajas como resultado del fuego amigo el 7 de octubre», pero añadió que «más allá de las investigaciones operativas de los acontecimientos, no sería moral investigar estos incidentes debido a la inmensa y compleja cantidad de ellos que tuvieron lugar en los kibutz y las comunidades del sur de Israel por la difícil situación en la que se encontraban los soldados en ese momento».
En enero de 2024, una investigación del diario israelí Yedioth Ahronoth concluyó que el ejército israelí había aplicado la Directiva Aníbal desde el mediodía del 7 de octubre, por la cual ordenó a todas las unidades de combate detener «a toda costa» cualquier intento de los milicianos de Hamás de volver a la Franja con rehenes. Los helicópteros del ejército israelí dispararon contra vehículos que intentaban cruzar la línea fronteriza. No está claro cuántos rehenes murieron por fuego amigo como resultado de esta orden. Según Yedioth Ahronoth, las tropas israelíes inspeccionaron unos setenta vehículos alcanzados por ataques de helicóptero, tanque o dron en las carreteras que conducen a la Franja Gaza, y en algunos de los casos todos sus pasajeros habían sido asesinados.
En una entrevista con el diario israelí Haaretz, el teniente coronel Nof Erez declaró que las tropas israelíes habían sido prácticamente aniquiladas en todo el terreno fronterizo con la Franja. Según Erez, esto supuso que no hubiese nadie con quien los pilotos de helicópteros o drones pudieran comunicarse, lo que hizo muy difícil la identificación de personas sobre el terreno. Erez declaró que «la Directiva Aníbal, sobre la base de la cual hemos estado realizando simulacros durante los últimos 20 años, se plantea el escenario de un solo vehículo con rehenes: se sabe por qué punto de la valla fronteriza pasa, por qué lado de la carretera se mueve e incluso por qué carretera... Lo que vimos aquí fue un "Aníbal masivo". Había muchas brechas en la valla. Miles de personas en gran cantidad de vehículos distintos, tanto con rehenes como sin ellos».
Un informe de una comisión de la ONU publicado en junio de 2024 concluyó que las fuerzas de seguridad de Israel aplicaron la Directiva Aníbal en varios lugares, matando probablemente al menos a 14 civiles israelíes el 7 de octubre de 2023.
Una investigación de Haaretz de julio de 2024 reveló que el ejército israelí ordenó que se utilizara la Directiva Aníbal, y agregó: «Haaretz no sabe cuántos civiles y soldados fueron alcanzados debido a estos procedimientos, pero los datos acumulados indican que muchas de las personas secuestradas estuvieron en riesgo, expuestas a los disparos israelíes, incluso aunque no fuesen el objetivo». Una de estas decisiones se tomó a las 7:18 AM, cuando un puesto de observación informó que alguien había sido secuestrado en el paso de Erez, cerca de la oficina de enlace del ejército israelí. «Hannibal en Erez» fue la orden que dio el cuartel general de la división, tras lo cual añadió «envíen un Zik». El Zik es un avión no tripulado de asalto, y el significado de esta orden estaba claro, según Haaretz.
Una fuente del Mando Sur del ejército israelí declaró a Haaretz: «Todo el mundo sabía entonces que esos vehículos podían transportar civiles o soldados secuestrados... No hubo ningún caso en el que un vehículo que transportara a personas secuestradas fuera atacado deliberadamente, pero no se podía saber realmente si había alguna de esas personas en un vehículo. No puedo decir que hubiera una orden clara, pero todo el mundo sabía lo que significaba no permitir que ningún vehículo regresara a la Franja de Gaza». La misma fuente afirmó que a las 14:00 horas se dio una nueva orden que «tenía como objeto convertir el área alrededor de la valla fronteriza en una zona de muerte, cerrándola hacia el oeste».
Haaretz también informó que, a las 18:40, la inteligencia militar creía que los milicianos pretendían volver a la Franja de Gaza de una manera organizada desde los kibutzim Beeri, Kfar Aza y Kissufim. En respuesta, el ejército disparó su artillería contra la zona de la valla fronteriza, muy cerca de estas comunidades. Poco después, también se dispararon proyectiles contra el paso fronterizo de Erez. El ejército israelí afirma que no tiene conocimiento de que ningún civil resultase herido en estos bombardeos.
La Directiva Aníbal resultó en la muerte de varios civiles israelíes cuando estaban siendo trasladados a la Franja de Gaza, entre los que se contaron Dikla Arava, que había sido secuestrada en el kibutz Nahal Oz, y Efrat Katz, alcanzado mientras lo trasladaban en un tractor desde el kibutz Nir Oz.

## 7 de octubre: otros casos de fuego amigo

### Kibutz Beeri
Durante el ataque del 7 de octubre de 2023, cerca de 40 milicianos de Hamás atacaron el kibutz Beeri y tomaron a muchos israelíes como rehenes. En un momento dado, un comandante palestino pidió a una mujer israelí, Yasmine Porat, que llamara a la policía israelí para poder negociar un paso seguro de regreso a Gaza a cambio de mantener con vida a los rehenes. La policía israelí llegó y se enfrentó a tiros con los milicianos, que utilizaron a los rehenes para evitar que la policía israelí se adentrase en la casa. Entonces llegó un tanque y disparó contra la casa llena de rehenes. Porat dijo que la mayoría de los rehenes todavía estaban vivos antes de que llegara el tanque. El general de brigada Barak Hiram admitió que había ordenado al tanque que disparara contra la casa, sabiendo que en ella había civiles israelíes y milicianos palestinos, «incluso a costa de causar víctimas civiles». Había 14 rehenes en la casa cuando las FDI la atacaron, y 13 de ellos murieron.
Los familiares de algunos de los fallecidos en estos incidentes han exigido una investigación al respecto.

### Kibutz Nir Oz
El 7 de octubre, la rehén israelí Doron Katz-Asher y otros miembros de su familia estaban siendo transportados desde el kibutz Nir Oz en un tractor cuando el ejército israelí disparó contra ellos para impedir que el tractor llegara a la Franja. Su madre, Efrat Katz, murió a causa de uno de los disparos. Doron Katz-Asher permaneció como rehén en Gaza durante 49 días antes de ser liberada durante el alto el fuego de noviembre de 2023. El 5 de abril de 2024 se anunció que, tras una investigación sobre los hechos, el ejército israelí consideraba que había una gran probabilidad de que Katz hubiese muerto por fuego amigo.

### Kibutz Alumim
Ofek Atun y su novia Tamar escaparon de la masacre del festival de música de Reim e intentaron acceder al kibutz Alumim, que también estaba siendo atacado por milicianos palestinos. Se colaron violentamente en la vivienda de un par de ancianos que se habían refugiado en una habitación del pánico y que llamaron a los guardias de seguridad del kibutz denunciando que había terroristas en su casa. Los guardias de seguridad y un soldado que vivía allí acudieron al lugar y abrieron fuego, matando a Atun e hiriendo a Tamar.

### Kibutz Kfar Aza
Durante los combates en el kibutz Kfar Aza, varios soldados israelíes dispararon contra un vehículo que se dirigía hacía ellos y mataron a todos sus pasajeros, incluidos varios milicianos y el residente Eliyahu Orgad, que había sido capturado poco antes.

### Kibutz Nahal Oz
Durante la batalla por el kibutz Nahal Oz, un joven israelí de 17 años, Tomer Arava, logró escapar de manos de varios milicianos palestinos y se escondió en el kibutz. Cuando las tropas israelíes llegaron a la zona en la que se encontraba le dispararon, matándolo al instante. Se da la circunstancia de que su madre, Dikla Arava, también murió abatida por el ejército israelí, en este caso cuando un helicóptero disparó contra el vehículo en el que estaba siendo transportada a la Franja de Gaza.

### Ruta 4
La Ruta 4 es la carretera que une ciudades del sur de Israel como Asdod o Ascalón con Jerusalén. El 8 de octubre, un reservista de 25 años llamado Niv Aivas decidió que no iba a esperar la carta de reclutamiento y se encaminó hacia Jerusalén para recoger su equipamiento militar de casa de sus padres. En un cruce cerca de Asdod, Aivas vio a un grupo de hombres armados a los que confundió con milicianos palestinos, por lo que dio la vuelta. Estos hombres eran en realidad soldados israelíes que dispararon más de 400 balas contra el vehículo y mataron al instante a Aivas.

## Guerra de Gaza
Según el ejército israelí, desde el comienzo de la invasión terrestre de la Franja de Gaza el 29 de octubre de 2023 hasta el final de ese año, de dos a seis soldados israelíes murieron cada semana por fuego amigo, lo que llevó a un total de 18 soldados muertos en los dos primeros meses de invasión. Para el 26 de enero de 2024, el número de soldados israelíes muertos por fuego amigo había aumentado hasta 36 de los 188 soldados fallecidos en total. De hecho, aproximadamente el 17% de las muertes de soldados en la guerra hasta ese momento fueron clasificadas como accidentes. Para el 7 de abril de 2024, 41 soldados de los 604 soldados muertos desde el comienzo de la guerra había fallecido como resultado de accidentes operacionales que incluían fuego amigo.
Entre estas muertes por fuego amigo, algunos de los soldados caídos murieron por ataques aéreos israelíes, por metralla de sus propios explosivos, por atropellos de vehículos blindados israelíes o por fuego de tanques y/o armas de fuego.

### Rehenes
El 10 de noviembre de 2023, la aviación israelí bombardeó un túnel de la localidad de Jabalia con la intención de asesinar a Ahmed Ghandour, líder de la brigada de Gaza del Norte de Hamás. Ese mismo bombardeo mató también a tres rehenes israelíes, dos soldados de diecinueve años (Ron Sherman y Nik Beizer) y un civil de veintiocho (Elia Toledano). Según el informe forense, los tres rehenes murieron por la inhalación de gases tóxicos. El ejército israelí se negó a revelar esta información a las familias de las víctimas durante seis meses.
El 8 de diciembre de 2023, un comando israelí asaltó un escondite de Hamás en el que esperaba encontrar a una rehén en una habitación separada de sus captores. Sin embargo, la información resultó ser deficiente, pues quien se hallaba allí era el rehén Sahar Baruch, que murió abatido en el tiroteo. Su cuerpo sigue aún en la Franja de Gaza. Una semana después, tres rehenes israelíes que habían logrado escapar e iban semidesnudos y con una bandera blanca fueron abatidos por las propias tropas israelíes.
El 8 de junio de 2024, una operación de rescate israelí logró la liberación de cuatro rehenes capturados en el festival de música de Re'im, pero causó también una masacre en el campo de refugiados de Nuseirat. Ese día, Hamás informó de que la operación había supuesto la muerte de al menos tres rehenes israelíes. El ejército israelí calificó esta información de «mentira descarada».
En agosto de 2024, la rehén Noa Argamani declaró, una vez rescatada, que un ataque aéreo israelí había provocado el derrumbe de un muro sobre ella mientras estaba detenida en Gaza y le había provocado una serie de heridas.

### Ejército israelí
El 8 de enero de 2024, un grupo de ingenieros de combate israelíes se estaban preparando para demoler una instalación palestina. Un tanque cercano abrió fuego por error, lo que provocó la caída de un poste eléctrico y la detonación de los explosivos que estaban colocando. Seis soldados murieron y otros 14 resultaron heridos en la explosión.
El 28 de abril de ese mismo año, dos soldados reservistas israelíes en la Franja de Gaza murieron cuando, durante un combate contra milicianos palestinos, un tanque lanzó un obús contra un edificio del corredor Netzarim donde se alojaba un grupo de soldados israelíes.
El 15 de mayo de 2024, cinco paracaidistas israelíes murieron después de ser atacados por un tanque que creía que eran combatientes palestinos.

### Análisis
James Straridis, almirante retirado de la Marina de los Estados Unidos y exjefe de las fuerzas de la OTAN, ha comentado que el ejército israelí tiene una tasa de fuego amigo muy alta, incluso en un entorno urbano tan denso como el de la Franja de Gaza. Alex Plitsas, miembro del Atlantic Council y experto en inteligencia militar, ha dicho que, debido a la niebla de guerra, todavía es difícil sacar conclusiones sobre cuestiones relacionadas con las tácticas del ejército israelí. Algunos expertos, como el teniente general retirado estadounidense Sean MacFarland, destacaron que el combate urbano, la falta de evacuaciones y la mala calidad de los materiales con los que se han construido los edificios debido al bloqueo israelí podrían provocar un mayor volumen de fuego amigo. El veterano del ejército israelí Avner Gvaryahu, director ejecutivo de la ONG israelí Breaking the Silence, afirmó que los incidentes eran más comunes debido a que el ejército israelí tiene unas «reglas de enfrentamiento muy laxas».

## Palestinos muertos por fuego amigo
El 17 de octubre de 2023, se produjo una gran explosión en el patio del Hospital Árabe Al-Ahli en la ciudad de Gaza, lo que provocó la muerte a cientos de palestinos desplazados que buscaban refugio allí. 
Según Associated Press, The Economist, India Today, The Wall Street Journal, Channel 4 y expertos entrevistados por BBC y The Guardian la explosión probablemente fue causada por un cohete palestino. El New York Times se quejó de que Hamás «aún no ha presentado ni descrito ninguna prueba que vincule a Israel con el ataque», ni resto alguno de la munición que la causó, ni evidencia del conteo de víctimas.
Sin embargo, según un análisis de las imágenes de la explosión, llevado a cabo por los servicios digitales de la cadena catarí Al Jazeera, sostuvieron que ninguna prueba justificaba la versión aportada por Israel. Según la agencia de investigación Forensic Architecture (FA), una agencia con sede en Goldsmiths, University of London, el análisis preliminar de imágenes y sonido realizado apuntaba a que el proyectil que provocó la explosión probablemente llegó desde el nordeste y no desde el suroeste, tal como afirmaban las autoridades israelíes. Este análisis apareció en el canal de Youtube de Channel 4. The New York Times analizó un vídeo que, según el ejército israelí, mostraba el cohete que había impactado en el hospital, y concluyó que el vídeo en realidad mostraba la desintegración de un cohete israelí a más de dos kilómetros, sobre la frontera entre Israel y Palestina, y que no estaba relacionado con la explosión del hospital.
En diciembre de 2023, Hamás admitió haber matado a tiros a un niño de 13 años del que sospechaba que intentaba saquear ayuda humanitaria. Algunos habitantes de la Franja organizaron manifestaciones contra este incidente.

## Jerusalén
El 30 de noviembre de 2023, en el barrio de Givat Shaul de Jerusalén occidental, dos milicianos de Hamás del barrio palestino de Sur Baher, en Jerusalén Este, mataron a tres civiles e hirieron a otros dieciséis. Ambos fueron abatidos por Yuval Castleman, un transeúnte israelí que llegó rápidamente a la escena de los hechos. Cuando dos soldados israelíes llegaron al lugar, uno de ellos pensó que Castleman era uno de los milicianos y lo mató de un disparo. En el momento de su muerte, Castleman se encontraba de rodillas, desarmado y con las manos en alto, y había gritado a los soldados: «Soy israelí, no disparen». El soldado que lo mató declaró que no había oído a Castleman.